# Manta (ryba)
Manta, diabeł morski (Mobula birostris) – gatunek ryby orleniokształtnej, największy przedstawiciel mantowatych.

## Zasięg występowania
Żyje w morzach tropikalnych wokół południowej Afryki, od południowej Kalifornii do Peru, od Karoliny Północnej do południowej Brazylii oraz w Zatoce Meksykańskiej oraz Australii. Najczęściej w wodach przybrzeżnych w pobliżu raf, czasem spotykana na głębszych wodach.

## Opis
Osiąga długość 3–5 m, rozpiętość płetw 7 m (maksymalnie 9,1 m) i masę ciała 2 ton (maksymalnie 3 tony). Ma dwie tzw. płetwy głowowe po bokach głowy, służące do nagarniania planktonu w stronę otworu gębowego. Nie ma płetwy grzbietowej ani ogonowej. Krótki, biczowaty ogon bez kolca typowego dla większości orleniokształtnych. Szczeliny skrzelowe – pięć par – położone są na spodniej stronie ciała. Samice mają szersze płetwy piersiowe.
Żywi się głównie planktonem, ale zjada również małe i średniej wielkości ryby.
Manty są najczęściej spotykane samotnie lub w parach, rzadziej w małym stadzie. Często wyskakują ponad powierzchnię, nawet na wysokość 1,5 m i z hukiem opadają na wodę. Prawdopodobnie w ten sposób uwalniają skórę od pasożytów.
Dojrzałość płciową osiągają ok. 5 roku życia. Okres godowy odbywa się w wodach tropikalnych, wokół raf, na głębokości 10–20 m, od grudnia do kwietnia. Ciąża trwa 13 miesięcy, po czym samica rodzi jedno, czasami dwa młode przystosowane do samodzielnego pływania. Małe manty zaraz po urodzeniu ważą ok. 11 kg i mają ponad 1 metr długości.
Manty żyją w symbiozie z gatunkami ryb wargaczowatych i podnawkowatych, które czyszczą ich skórę z pasożytów.